# Michael Greger
Michael Herschel Greger, né le 25 octobre 1972, est un docteur en médecine américain, auteur et conférencier spécialiste en nutrition et en alimentation végétalienne. Il gère le site internet NutritionFacts.org, qui fournit gratuitement vidéos et articles sur les dernières avancées dans le domaine de la nutrition. Il dirige actuellement le département Santé publique et élevage au sein de la Humane Society International (en),, la division internationale de la Humane Society of the United States.
Son best seller, « How not to die » (Comment ne pas mourir), a figuré au moins trois fois sur la New York Times Best Seller List,,.

## Carrière

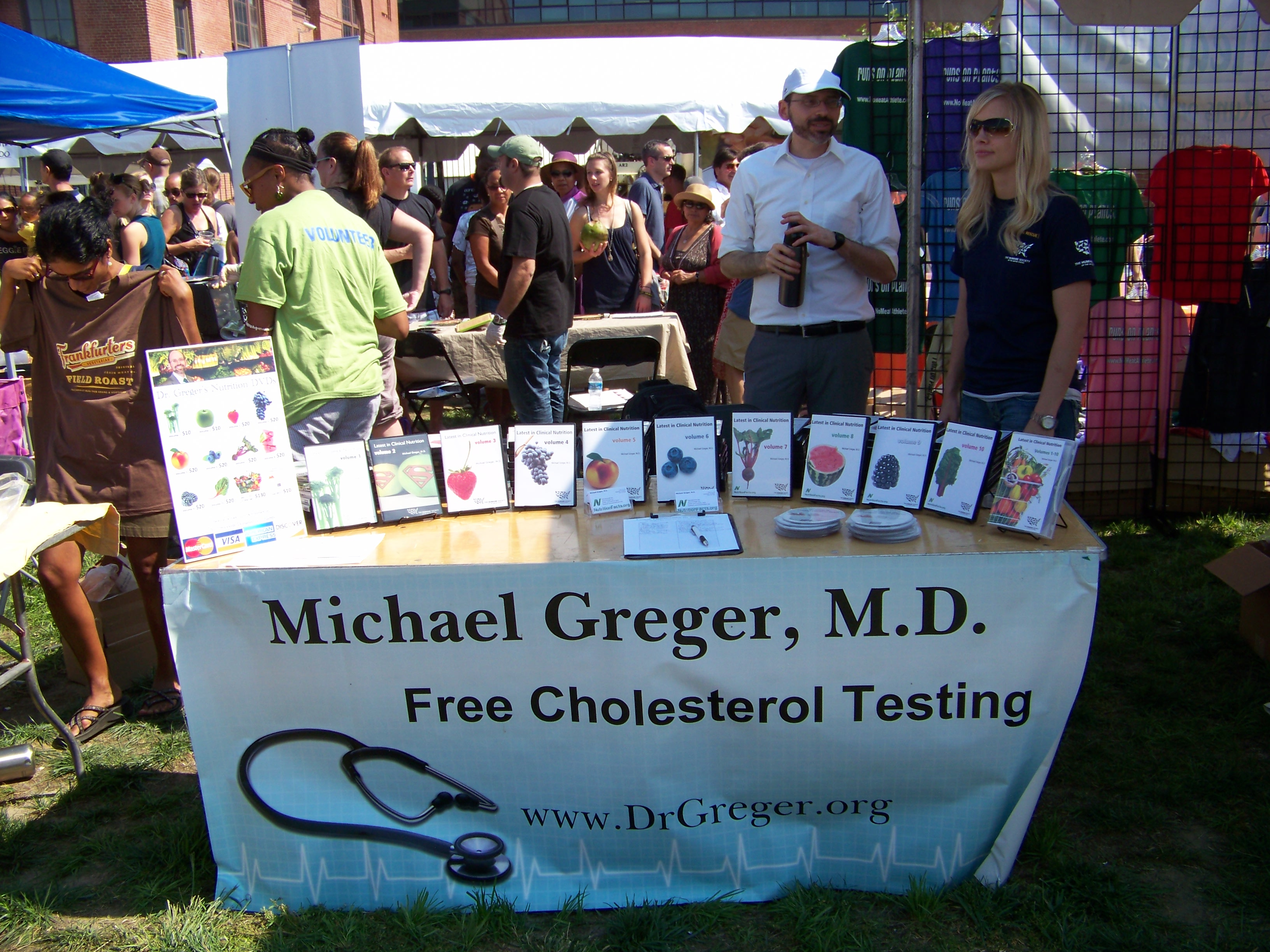
Michael Greger en 2007

## Publications
- (en) Michael Greger, How Not To Diet : The Groundbreaking Science of Healthy, Permanent Weight Loss, USA, Pan Macmillan, 2019, 608 p. (ISBN 978-1-250-19922-5 et 1-250-19922-0)
- (en) Michael Greger, Gene Stone et Robin Robertson, The How Not to Die Cookbook : 100+ Recipes to Help Prevent and Reverse Disease, USA, Flatiron Books, 2018, 272 p. (ISBN 978-1-250-12776-1 et 1-250-12776-9)
- Michael Greger et Gene Stone, Comment ne pas mourir : Les aliments qui préviennent et renversent le cours des maladies, Belfond, coll. « L'esprit d'ouverture », 2017, 576 p. (ISBN 978-2-7144-7075-1 et 2-7144-7075-0).
- (en) Michael Greger, Bird Flu : A Virus of Our Own Hatching, USA, Lantern Books, 2006, 468 p. (ISBN 1-59056-098-1).
- (en) Michael Greger, Carbophobia : The Scary Truth Behind America's Low Carb Craze, USA, Lantern Books, 2005, 162 p. (ISBN 1-59056-086-8, lire en ligne).
- (en) Michael Greger, Heart Failure : Diary of a Third-Year Medical Student, Michael Greger MD, 1999, 315 p. (ISBN 0-9678288-0-5).